# St. Simon und Juda (Trier)

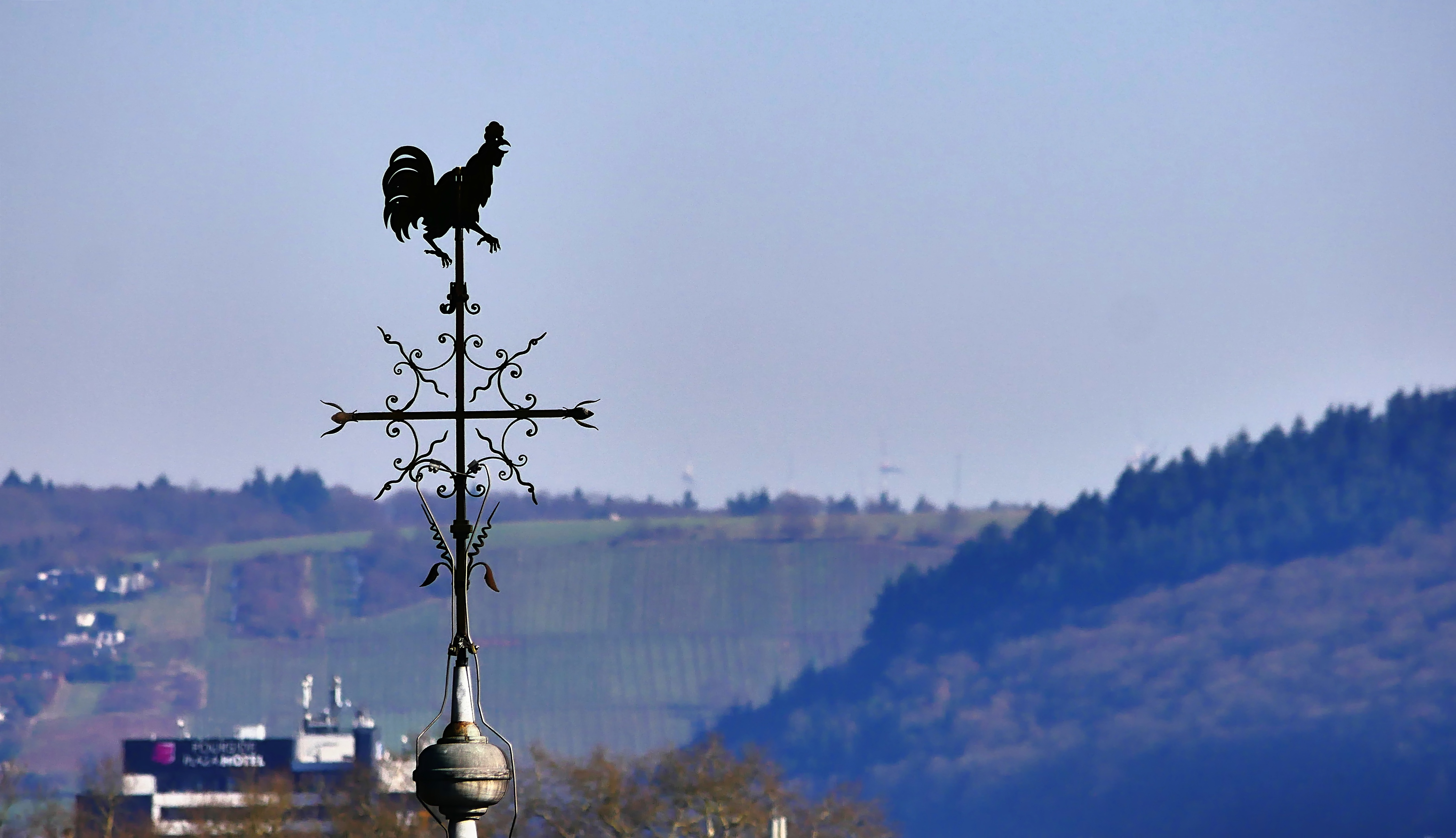
Kirchturmhahn

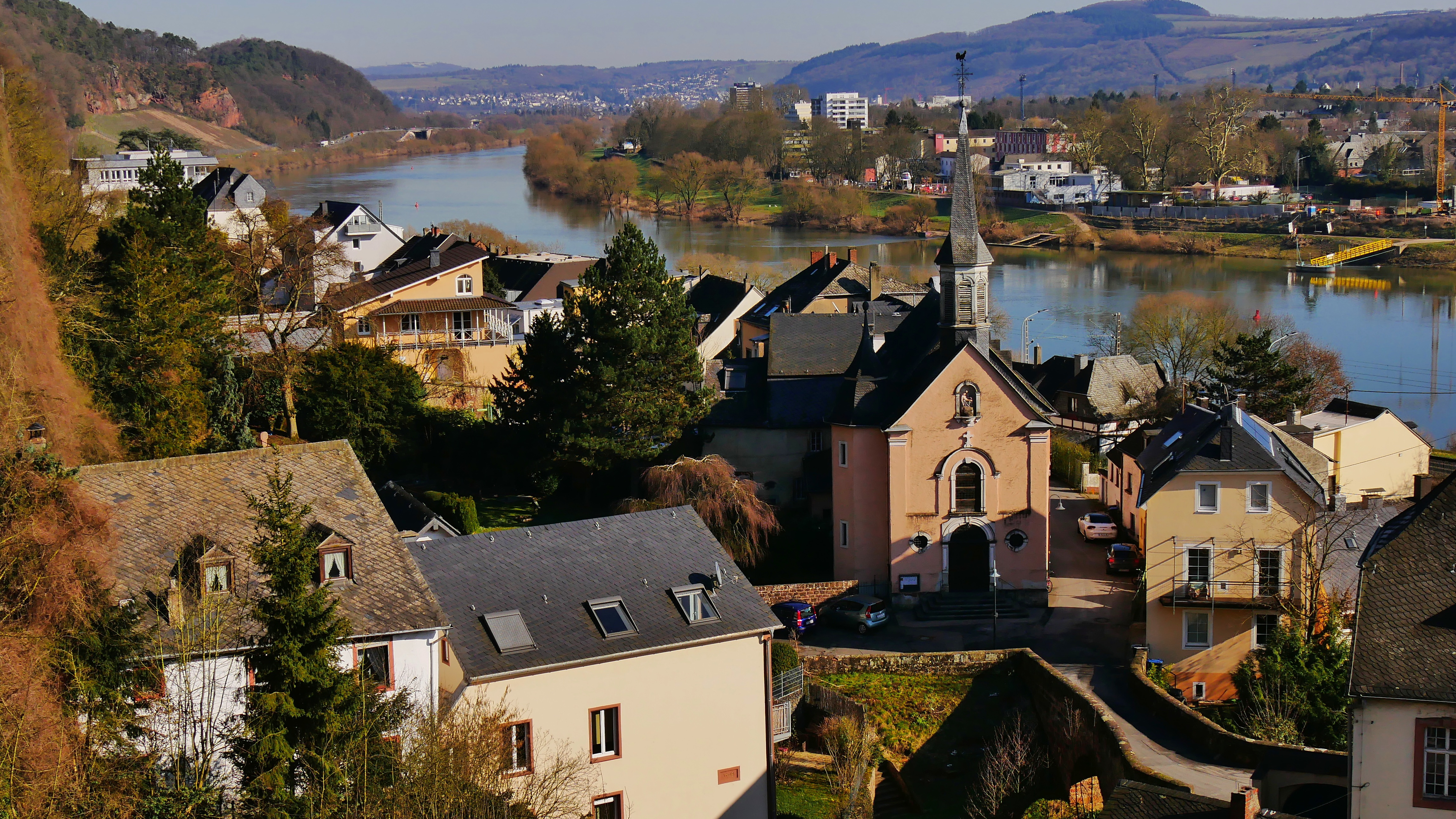
Außenansicht von Süden

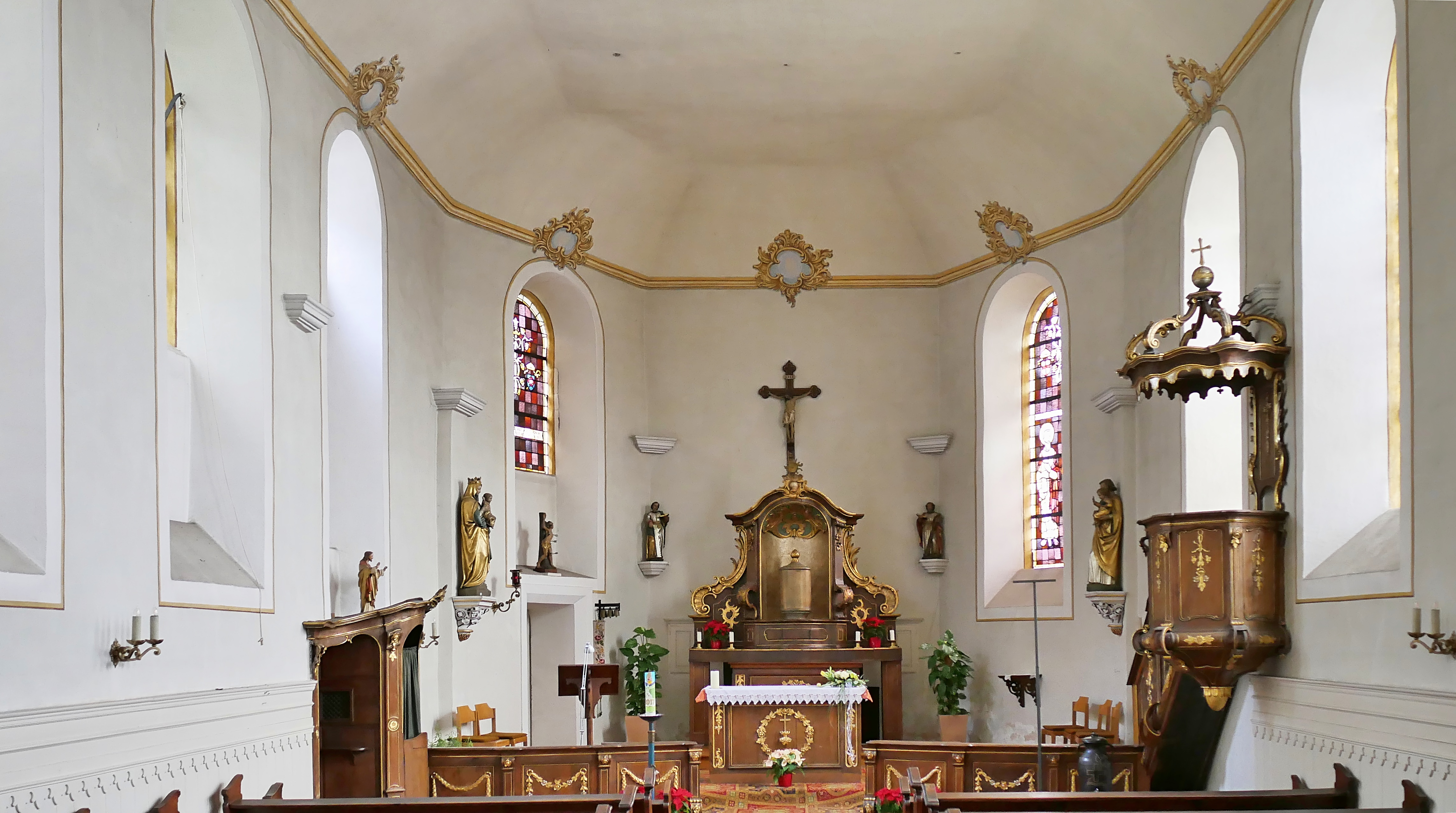
Schiff, Chor, Kanzel und Altar

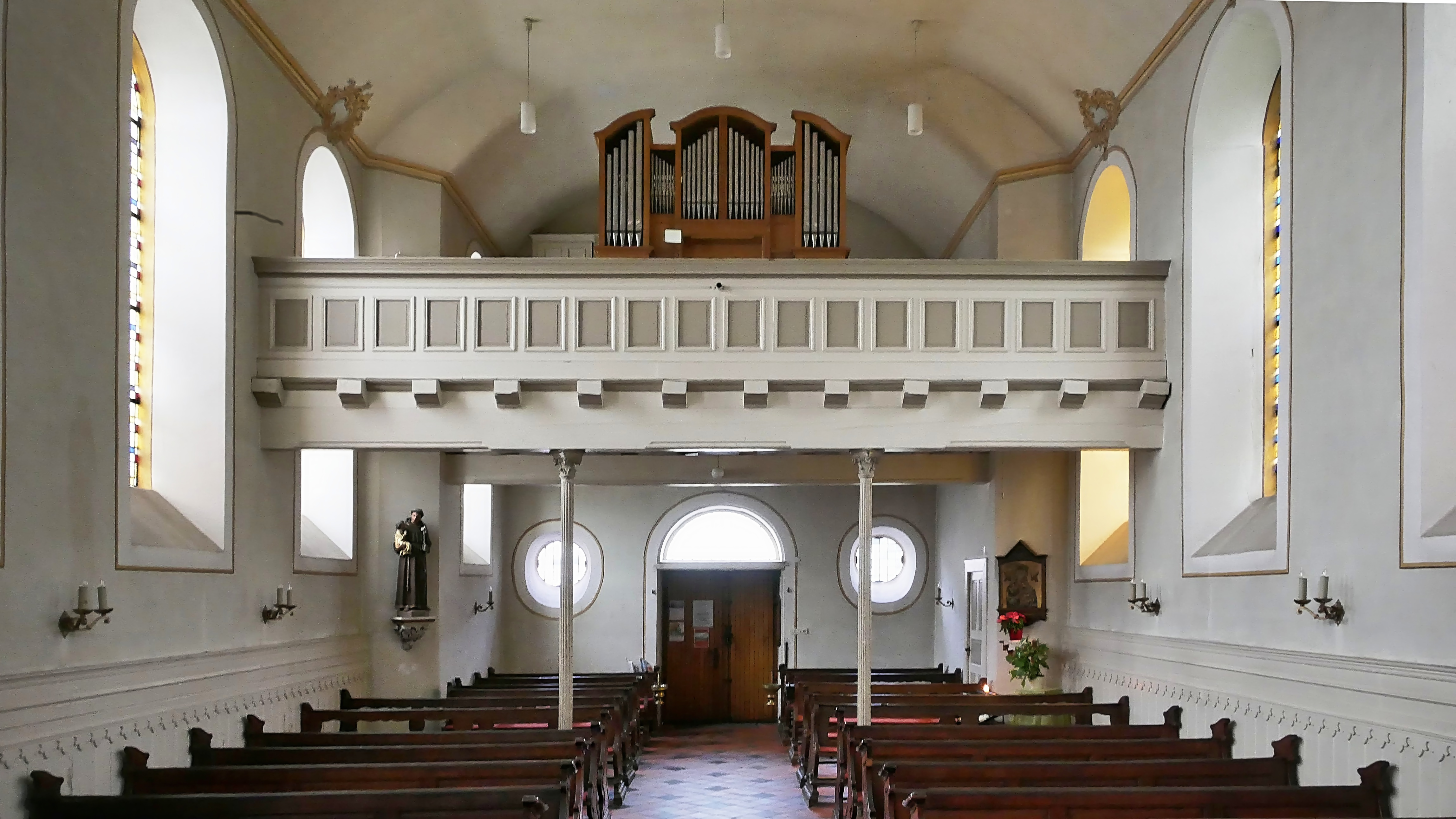
Orgelempore und Orgel

Die  katholische Kirche St. Simon und Juda in der Pallienerstraße in Trier-Pallien wurde 1786 im spätbarocken Baustil erbaut. Sie ist derzeit (2018) die Pfarrkirche der Pfarrei Pallien.

## Baubeschreibung
Die Kirche wurde 1786 an der Stelle eines Vorgängerbaus errichtet. Baumeister war August Massing. Es ist eine Saalkirche mit polygonalem Chor. An der Nordseite befindet sich die Treppe zur Empore in einem speziellen Treppenturm mit einer eigenen Haube. Die Kirche besitzt keinen Glockenturm, aber etwa über der Orgel einen Dachreiter. Die aus der Erbauungszeit stammende Innenausstattung – Kanzel, Kommunionbank, Beichtstuhl und die Mensen von Hoch- und Zelebrationsaltar – wird dem Schreiner Hans Matthias Propson zugeschrieben. Die beiden Mensen stammen von den ehemaligen Seitenaltären. Von den barocken und den darauffolgenden neogotischen Altären sind lediglich einige in der Kirche aufgestellte Figuren erhalten. Die Glasfenster der Kirche wurden 1949 von Binsfeld nach Vorlagen von Rudolf Schilling gefertigt.

## Geschichte
Pallien gehörte bis zu deren Zerstörung 1339 zur Pfarrei St. Viktor, danach zur Pfarrei Beßlich. Eine den Heiligen Simon und Judas geweihte Kapelle ist seit dem 15. Jahrhundert nachgewiesen. Seit 1803 gehörte Pallien zur Pfarrei St. Paulus auf der anderen Moselseite. Die Kirche war von 1929 bis zum Bau der neuen Kirche Maria Königin 1960 Pfarrkirche, danach Filialkirche.

## Moderne Nutzung
Nachdem die einsturzgefährdete Kirche Maria Königin 2016 geschlossen und profaniert wurde, ist St. Simon und Juda wieder Pfarrkirche im Pfarreienverband Euren. Derzeit wird sie für etwa zwei wöchentliche Messen genutzt (Stand Januar 2018).